# Neohermannia trichosa
Neohermannia trichosa är en kvalsterart som beskrevs av Bayoumi och Sandór Mahunka 1979. Neohermannia trichosa ingår i släktet Neohermannia och familjen Hermanniidae. Inga underarter finns listade i Catalogue of Life.